# Batracomorphus viator
Batracomorphus viator är en insektsart som beskrevs av Rauno E. Linnavuori 1969. Batracomorphus viator ingår i släktet Batracomorphus och familjen dvärgstritar. Utöver nominatformen finns också underarten B. v. minorquis.